# Oblast autonome khakasse
L'oblast autonome khakasse (russe : Хакасская автономная область ; khakasse : Хакас автоном облазы) faisait partie du kraï de Krasnoïarsk créé en 1934. Lors de l'éclatement de l'Union soviétique, il devient la république de Khakassie.

## Division administrative
Le centre administratif est le village d'Abakan, le 30 avril 1931, il est transformé en ville d'Abakan. A la veille de la création de KhAO, la population est de 112,2 mille personnes, la part des Khakasses est de 53 %.
- Quartier d'Askizsky. Le centre est le village d'Askiz. Formé en 1924.
- Quartier Tashtypsky. Centre - Tashtyp (en 1965-1968 - Abaza). Formé en 1924. Aboli en 1963. Reformé en 1965.
- Quartier Bogradsky. Le centre est le village de Bograd. Formé en 1925.
- Quartier Ust-Abakansky. Le centre est le village d'Ust-Abakan. Formé en 1930.
- Quartier Chirinski. Le centre est le village de Shira. Formé en 1930.
- Région de Saralinsk. Le centre est le village de Gidrostanciya (en 1938, il est rebaptisé Ordzhonikidzevskoye). Formé en 1935. En 1955, le quartier est rebaptisé
  - Arrondissement d'Ordjonikidzevski. Le centre est le village d'Ordzhonikidzevskoye (depuis 1959 le centre est à Kopyevo).
- Région de la baie. Le centre est le village de Beya. Il est formé en 1924 dans le cadre du district de Minusinsk de la province de Ienisseï. En 1935, il fut transféré en Khakassie.
- Quartier Charypovski. Le centre est le village de Sharypovo. Formé en 1940. En 1947 transféré directement au territoire de Krasnoïarsk.
- Région de l'Altaï. Le centre est le village de Bely Yar. Formé en janvier 1944.

## Histoire
Le 20 octobre 1930, le Présidium du Comité exécutif central panrusse transforme le Khakass Okrug en une région autonome à l'intérieur des frontières existantes, qui fait partie du territoire de Sibérie occidentale.
Au début de 1932, les Khakass représentent 55 % des employés du comité exécutif régional de Khakass, 72 % des cadres des comités exécutifs de district et 64,4 % des présidents des conseils de village.
À la fin de 1934, dans le cadre de la désagrégation du territoire de Sibérie occidentale, la région autonome de Khakass est devenue une partie du territoire de Krasnoïarsk.
Le 15 décembre 1990, le retrait de la Khakassie du territoire de Krasnoïarsk est légalisé par le 2e Congrès des députés du peuple de la RSFSR, qui modifie la Constitution de la RSFSR.
Le 3 juillet 1991, la transformation de l'oblast en république fédérée est soumis à l'examen du Congrès des députés du peuple de la RSFSR.
Le 29 janvier 1992, la loi est adoptée et renomme l'oblast en république de Khakassie. Le 21 avril 1992, le Congrès des députés du peuple de la fédération de Russie introduit des amendements pour acter la transformation. L'amendement est entré en vigueur dès sa publication le 16 mai 1992 dans Rossiyskaya Gazeta.

## Population
Entre 1930 et 1991, la population de l'oblast est multipliée par six et au 1er janvier 1991, elle s'élève à 580 200 habitants, dont 72,8 % en milieu urbain et 27,2 % en milieu rural.